# Малышев, Александр Васильевич
Александр Васильевич Малышев (род. 20 сентября 1989 года) — казахстанский лыжник.

## Карьера
Участник юниорского чемпионата мира 2009 года. Занял 17 место в спринте, 28 место - в гонке преследования и 16-е - в эстафете.
Участник трёх молодёжных чемпионатов мира. Лучший результат - 15 место на дистанции 15 км в 2012 году.
Участник чемпионата мира 2013 года в итальянском Валь-ди-Фьемме. Был 58-м на дистанции 50 км.
На этапах Кубка мира дебютировал 29 декабря 2012 года в Оберхофе. 
Лучшие результаты:
- спринт - 47 место (29.11.2013, Куусамо)
- гонка преследования - 637 место (1.12.2013, Куусамо)
- командный спринт - 23 место (12.01.2014, Нове-Место)
- 5 км (классика) - 28 место (04.01.2013, Доббиако)
- эстафета 4х7,5 км - 11 место (20.01.2013, Ла-Клюза)

Участник двух Универсиад. На Универсиаде 2013 года в Италии стал победителем в эстафете 4×10 км. На Универсиаде 2015 года в Словакии стал серебряным призёром в эстафете 4х10 км.
Студент Казахской государственной академии физической культуры, спорта и туризма.